# Édouard Gaumont
Pour les articles homonymes, voir Gaumont.
Édouard Gaumont né le 30 juin 1915 à Cayenne et mort le 15 octobre 2008, était un député français, avocat et capitaine d'infanterie, originaire de la Guyane. Il a épousé Josèphe Madeleine Polycarpe avec qui il a neuf enfants dont des musiciens professionnels renommés le batteur Eddy Gaumont, la pianiste concertiste classique Joëlle Gaumont et le guitariste Dominique Gaumont.

## Biographie
Issu d'un milieu modeste en Guyane, d'abord élève à l'école des Sœurs de Saint-Joseph de Cluny, puis au collège de Cayenne. Après son bac, c'est seul, en dehors de toute structure universitaire, qu'il travaille sur son diplôme de droit, en se rendant à Fort-de-France pour passer les examens. Il valide sa licence à la Faculté de droit de Paris qu'il obtient en juin 1938.
Il part ensuite pour Paris, où il termine ses études par un doctorat en droit et prépare en même temps l'agrégation. Mobilisé lorsque la guerre éclate, il passe près d'un an dans l'armée en tant que soldat de seconde classe: après la défaite, Edouard Gaumont reprend brièvement ses études et obtient une licence de philosophie: puis il s'enrôle fin 1940, comme avocat à la cour d'appel d'Aix-en-Provence.
A la Libération, Edouard Gaumont arrête ses activités juridiques pour embrasser la carrière des armes: élève de l'Ecole Militaire de l'Infanterie et des chars de combat, il est à sa sortie, en 1946, affecté à sa demande en Guyane; son ascension dans la hiérarchie militaire est rapide, depuis qu'il a été nommé en 1949 commandant de la compagnie d'infanterie coloniale de Guyane; là-bas, tout en faisant son métier de militaire, il donne de nombreuses conférences, il avait un vrai talent d'orateur, et se porte volontaire pour animer les activités culturelles de la maison Félix-Eboué à Cayenne.
Son activité politique a commencé en 1948: il a été candidat malheureux en janvier aux élections législatives partielles en Guyane, en vue de pourvoir le siège laissé vacant par le décès de René Jadfard; cet échec le ramène à sa carrière militaire et c'est en 1950, lorsqu'il prend un congé temporaire de son département d'origine, qu'il est promu au grade de capitaine d'infanterie coloniale.
Il se présenta aux élections législatives sous l'étiquette du Rassemblement du Peuple Français (RPF), le 17 juin 1951: avec 2099 voix sur 5928 voix exprimées, il vola le seul siège à pourvoir au socialiste Léon Gontran Damas, et entre à l'Assemblée nationale,.
Edouard Gaumont a ensuite été nommé à la Commission des affaires économiques, à la Commission du suffrage universel, du règlement et des pétitions et à la Commission de la justice et de la législation. Expert des questions coloniales, il participe activement aux travaux parlementaires relatifs à l'Indochine: il est ainsi nommé membre de la commission chargée d'enquêter sur le trafic des piastres indochinois, et nommé par la commission des affaires économiques pour faire partie, en tant que membre suppléant, de la Commission de coordination pour l'examen des problèmes intéressant les Etats associés d'Indochine.
Lorsqu'il a demandé à ses électeurs, pour les législatives du 2 janvier 1956, le renouvellement de son mandat, Edouard Gaumont n'a pas manqué de rappeler la cohérence avec laquelle il défendait les intérêts des Guyanais; toujours arborant les couleurs du gaullisme, cette fois sous l'étiquette de Républicains Sociaux, il obtint au scrutin du 2 janvier 1956 4 549 voix sur 7 671 voix exprimées.
Lors de la troisième législature, Edouard Gaumont a été nommé membre titulaire de la commission des finances, membre de la commission de la presse et membre de la commission de la justice et de la législation. C'est au sein du Comité des Finances que son action est la plus notable: nommé par ses pairs pour faire partie du sous-comité chargé du suivi et de l'évaluation de la gestion des entreprises industrielles et des sociétés parapubliques, il a également été élu secrétaire de la Commission sur 17 juillet 1957.

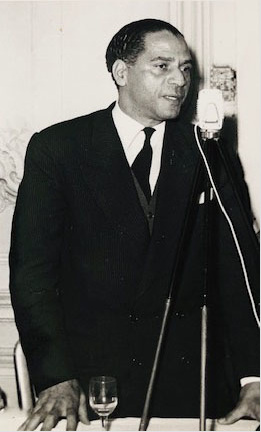
Édouard Gaumont

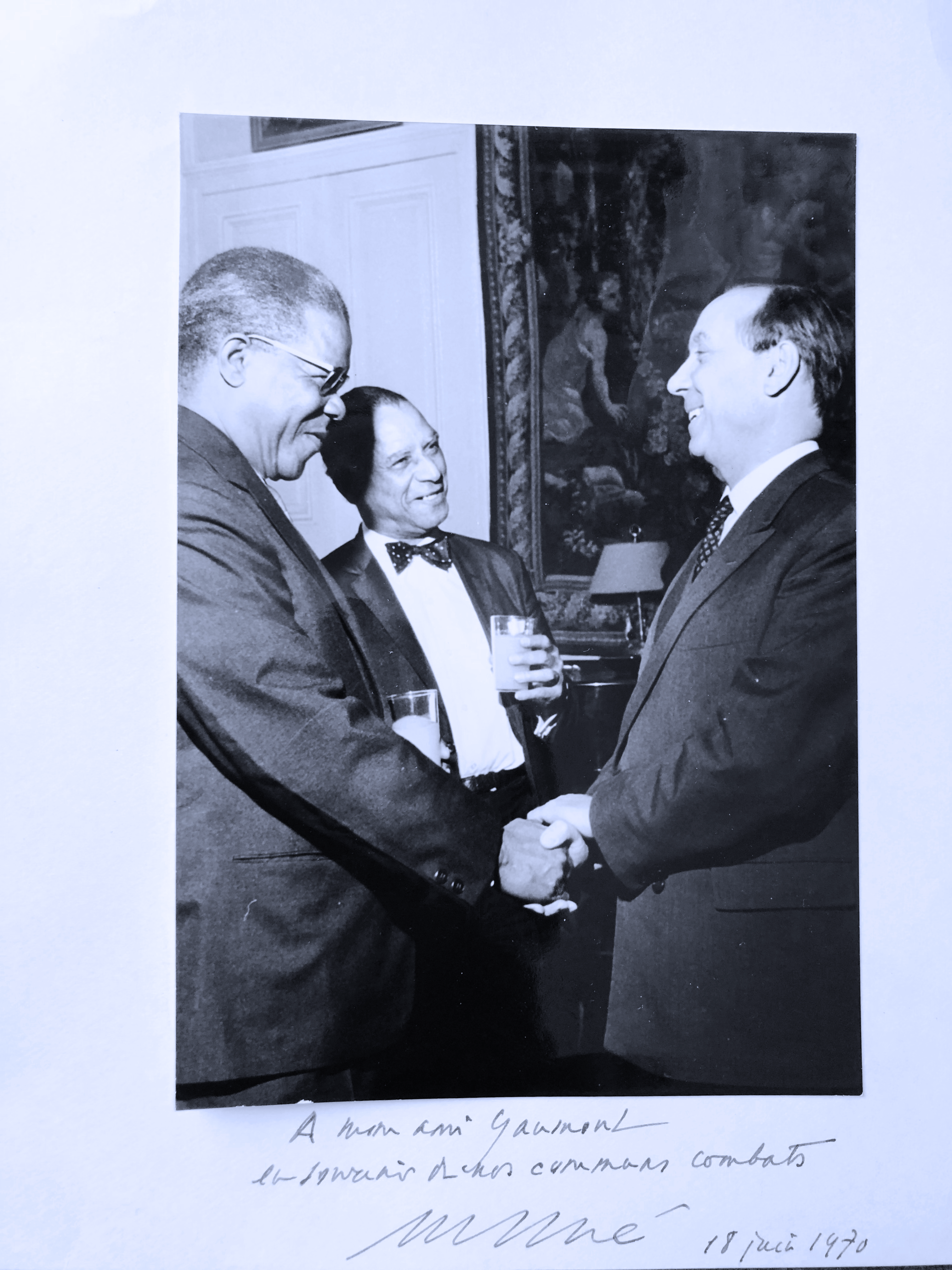
"À mon ami Gaumont en souvenir de nos communs combats" - 18 juin 1970 - Michel Debré

Lors de cette dernière législature de la IVe République, Edouard Gaumont n'a pas participé au scrutin lors de l'investiture de Guy Mollet (31 janvier 1956); il vote pour des pouvoirs spéciaux en Algérie (12 mars 1956) et contre la ratification des traités instituant la Communauté économique européenne et l'Euratom (9 juillet 1957). Retenu dans son département, Edouard Gaumont n'a pu participer aux votes d'investiture de Pierre Pflimlin (13 mai 1958) et du général de Gaulle (1er juin 1958), ni au vote des pleins pouvoirs (2 juin 1958).
Edouard Gaumont a été membre du Conseil Économique et Social de 1964 à 1974.

### Témoignage
L'action politique d'Edouard Gaumont a marqué son département d'origine comme en témoigne Rodolphe Alexandre, maire de Cayenne :
«Edouard Gaumont, avocat à la cour d'appel d'Aix-en-Provence et philosophe avec qui j'ai été en contact permanent, a honoré la Guyane tout au long de sa vie. Insatiable, cet enfant de Guyane, élève à l'École militaire d'infanterie et de chars de combat, se démarquera comme un excellent soldat opérationnel, exceptionnellement sous le subterfuge du territoire d'Inini, en Guyane, en tant que commandant de la compagnie Colonial Infantry de Guyane , puis en tant que capitaine d'infanterie coloniale.
Edouard Gaumont, en tant que député, s'est également démarqué en sa qualité d'homme politique pour avoir participé à l'évolution de la situation de la Guyane au sein de l'Assemblée nationale, notamment sur les lois de départementalisation (Sécurité sociale, etc.) »

## Activité parlementaire
Mais c'est son activité parlementaire qui requiert le plus son attention; il se concentre principalement sur les problématiques liées au développement économique et social des DOM-TOM en général et de la Guyane en particulier; la plus importante de ses propositions de résolution à cet égard est celle du 1er juin 1954, qui sollicite la nomination par l'Assemblée nationale d'une commission d'enquête parlementaire chargée d'examiner les conditions dans lesquelles fonctionne l'administration en Guyane. préfectorale et les différents services, établissements publics ou organismes bénéficiant d'une aide d'État.
- Edouard Gaumont vote les lois Marie et Barangé favorables à l'enseignement privé (21 septembre 1951), et contre la ratification du traité instituant la Communauté Européenne du Charbon et de l'Acier (13 décembre 1951).
- S'abstenant du vote d'investiture d'Antoine Pinay (6 mars 1952), il se prononce en revanche en faveur de Joseph Laniel (26 juin 1953), puis de Pierre Mendés France (17 juin 1954).
- Edouard Gaumont s'oppose au projet de Communauté européenne de défense en votant sur la question préjudicielle qui conduit à son rejet (30 août 1954); il vote la ratification des accords de Londres sur la fin de l'occupation de l'Allemagne (12 octobre 1954), et la ratification des accords de Paris qui autorisent l'entrée de l'Allemagne en Europe (29 décembre 1954).
- Après avoir voté la confiance à Pierre Mendès-France sur l'Algérie (4 février 1955, chute du cabinet), il soutient Edgar Faure (vote de confiance du 23 février 1955), mais, retenu dans son département, ne prend pas part au vote sur le mode de scrutin et au choix de la date des élections qui précipite la chute du cabinet Faure.